# Pa las baby's y belikeada
Pa las baby's y belikeada es el octavo álbum de estudio de la banda estadounidense de música regional mexicana Fuerza Regida, fue lanzado el 20 de octubre de 2023 a través de Rancho Humilde, Street Mob Records y Sony Music Latin. Contiene colaboraciones con artistas como El Fantasma, Gabito Ballesteros, Chuy Montana, María Becerra, Marshmello, Juanpa Salazar, Calle 24, Chino Pacas, Omar Ruíz, Los Dareyes de la Sierra, Manuel Turizo y otros, así como una actuación vocal no acreditada de Kenia Os.
Es la primera vez que el grupo incluye géneros como el reguetón, trap y dance en una de sus grabaciones, y se convirtió en su álbum más extenso en duración, con 30 pistas en total. Se han lanzado tres sencillos oficiales: «TQM», «Sabor fresa» y «Sobras y mujeres»; los dos primeros lograrob enlistarse en las listas Billboard Hot 100 y Hot Latin Songs de Estados Unidos y encabezaron la lista Mexico Songs por varias semanas respectivamente.

## Antecedentes y lanzamiento
Después de haber lanzado en la segunda mitad de 2023 los sencillos «TQM» y «Sabor fresa»;  y de haber colaborado con Calle 24 en «Qué onda» y con Shakira en «El jefe», el vocalista y líder de la banda Jesús Ortíz Paz anunció el 1 de octubre el próximo lanzamiento del álbum a través de sus redes sociales y las de Street Mob Records, publicando al mismo tiempo la portada de este y la lista de canciones adelantando que tendría varias colaboraciones incluidas.El 19 de octubre, horas antes de la publicación del álbum, se lanzó un video corto como avance en Instagram donde se ve a la celebridad y cantante Kenia Os narrando el intro del álbum, culminando el clip de 40 segundos con ella disparando un arma larga a modo de celebración.

## Recepción

### Comentarios de la crítica y medios
Isabela Raygoza de la revista Billboard comentó sobre el lanzamiento: "El álbum sirve de testimonio de la evolución del grupo, que se sumerge en el movimiento de la belikeada, abrazando el reino del exceso en todas sus formas: mujeres, poder, riqueza, fiesta." El sitio web LaChicuela.com publicó "Fuerza Regida es protagonista indudable en la escena latina del momento, [y el álbum] no es otra cosa que una evidencia más de ello". El medio Univisión lo calificó como: "un álbum que te hará bailar" y destacó la canción «Excesos» sobre las demás.

### Recepción comercial
El álbum debutó en el top 5 de Apple Music en países como Guatemala, Honduras, México, El Salvador, Estados Unidos y Nicaragua; top 20 en Bolivia, Colombia, Ecuador y Panamá y top 100 en Malta y España. Logró la posición 28 en la lista de álbumes de iTunes de Estados Unidos.

## Lista de canciones
| Lista de canciones de Pa las baby's y belikeada |                                              |                                                                     |                                            |          |  |
| N.º                                             | Título                                       | Escritor(es)                                                        | Productor(es)                              | Duración |  |
| 1.                                              | «Bienvenida»                                 | Jesús Ortíz Paz                                                     | Ortíz Paz                                  | 0:34     |  |
| 2.                                              | «FDVP»                                       | Ángel Ureta Ortíz Paz Miguel Armenta                                | Ortíz Paz Armenta                          | 2:05     |  |
| 3.                                              | «GDL» (con El Fantasma)                      | Ángel Tumbado Ortíz Paz Jesús Rodríguez Jr. Jonathan Caro Armenta   | Ortíz Paz Tumbado                          | 2:44     |  |
| 4.                                              | «Sobras y mujeres»                           | Jesús Cárdenas Cristian Primera Ortíz Paz Osbaldo Sánchez           | Ortíz Paz Tumbado                          | 2:38     |  |
| 5.                                              | «3 trokas»                                   | Diego Millán Ortíz Paz Rodríguez Jr. Armenta Jesús Roberto Laija    | Armenta Ortíz Paz                          | 3:16     |  |
| 6.                                              | «Crazyz»                                     | Cristian Ávila García Millán Ortíz Paz Caro Armenta Sánchez         | Ortíz Paz Tumbado                          | 3:24     |  |
| 7.                                              | «Chamba»                                     | Daniel Candia Ortíz Paz Armenta                                     | Ortíz Paz Tumbado Armenta                  | 2:45     |  |
| 8.                                              | «CJNG» (con Juanpa Salazar y Calle 24)       | Millán Ortíz Paz Salazar                                            | Salazar Ortíz Paz Armenta                  | 2:11     |  |
| 9.                                              | «F's» (con Gabito Ballesteros)               | Candia Ballesteros Ortíz Paz                                        | Ballesteros Ortíz Paz                      | 2:50     |  |
| 10.                                             | «Excesos»                                    | Candia Ortíz Paz Caro                                               | Ortíz Paz Tumbado                          | 3:07     |  |
| 11.                                             | «Polvos de Chanel» (con Chuy Montana)        | Cárdenas Ortíz Paz                                                  | Ortíz Paz Moisés López Tumbado             | 2:15     |  |
| 12.                                             | «Pradax» (con María Becerra)                 | Adrián Maldonado Armenta                                            | Armenta Ortíz Paz Tumbado Twnty9           | 3:19     |  |
| 13.                                             | «Zona de Comfort»                            | Ortíz Paz Luis Ernesto Vega Carvajal                                | Ortíz Paz Armenta Pollo Zavala             | 3:11     |  |
| 14.                                             | «Dafuk»                                      | FadeMeUpChino Ortíz Paz Rodríguez Jr. Jocelyn Donald López Sánchez  | Ortíz Paz Synthetic Kaaj Bass YUZU         | 2:31     |  |
| 15.                                             | «Harley Quinn» (con Marshmello)              | Daniel Gutiérrez Ortíz Paz Rodríguez Jr. Caro Armenta López Sánchez | Marshmello Ortíz Paz Armenta Tumbado Munk  | 2:23     |  |
| 16.                                             | «Freaky Freaky» (con Calle 24 y Armenta)     | Ortíz Paz Armenta                                                   | Ortíz Paz Armenta Synthetic Manso VV Brujo | 2:31     |  |
| 17.                                             | «Barbiez»                                    | Gutiérrez Ortíz Paz Caro                                            | Ortíz Paz Armenta Tumbado                  | 2:46     |  |
| 18.                                             | «Cucu»                                       | Gutiérrez Ortíz Paz Caro Armenta                                    | Ortíz Paz Armenta Tumbado                  | 2:49     |  |
| 19.                                             | «Inmortal» (con Chuyin)                      | Millán Ortíz Paz Rodruíguez Jr. Armenta Sánchez                     | Ortíz Paz Millán                           | 2:17     |  |
| 20.                                             | «Plvo Blnco» (con Caro y Chino Pacas)        | Caro                                                                | Ortíz Paz Tumbado                          | 2:46     |  |
| 21.                                             | «Chichis» (con Omar Ruíz)                    | Millán Rodríguez Jr. Caro Armenta                                   | Ortíz Paz Tumbado                          | 3:06     |  |
| 22.                                             | «Don Merfoz» (con Omar Ruíz)                 | Ortíz Paz Armenta                                                   | Ortíz Paz Tumbado Armenta                  | 2:36     |  |
| 23.                                             | «Puro MQueen» (con Los Dareyes de la Sierra) | Alexis Fierro Ortíz Paz                                             | Ortíz Paz López                            | 2:57     |  |
| 24.                                             | «Bien chaka» (con Turo Pacas)                | Diego Vega Ortíz Paz                                                | Ortíz Paz Tumbado                          | 2:32     |  |
| 25.                                             | «Me jalé pal antro»                          | Ortíz Paz Rodríguez Jr. Salazar Armenta Laija                       | Ortíz Paz Tumbado Armenta                  | 2:46     |  |
| 26.                                             | «Tu Kiss» (con Ángel Tumbado)                | Ángel Tumbado Ortíz Paz                                             | Ortíz Paz Tumbado                          | 2:52     |  |
| 27.                                             | «Sabor fresa»                                | Ángel Ureta Ortíz Paz Gutiérrez Millán Caro Armenta                 | Ortíz Paz Tumbado Armenta Jimmy Humilde    | 2:36     |  |
| 28.                                             | «TQM»                                        | Candia Ortíz Paz Armenta                                            | Ortíz Paz Tumbado Armenta                  | 2:37     |  |
| 29.                                             | «Desgraciada»                                | Candia Ortíz Paz                                                    | Ortíz Paz                                  | 3:54     |  |
| 30.                                             | «Una cerveza» (con Manuel Turizo)            | Fierro Ortíz Paz                                                    | Ortíz Paz Tumbado Armenta                  | 4:39     |  |